# غاسباري آسيلي
غاسباري آسيلي (بالإنجليزية:Gaspare Aselli) طَبيب إيطالي وُلد عام 1581م ،يُعتبر مُكتَشف الأوعية اللبَنية للنِظام الليمفاوي ،حَيث وَصف الأوعية المَّعوية الليمفاوية والشُعيرات الدَموية المَوجودة في النظام الليمفاوي بِشكل مَنهجي عِلمي ،تُوفي غاسباري في 14 نيسان 1626.

## حياته
وُلد في مَدينة كريمونا الإيطالية ،ثُم أَصبح أُستاذاً في علم التَشريح والجِراحهـ في جامعة بافيا ،كان يُمارس مِهنة الطِب في أوقات لاحقهـ في مَدينة ميلانو الإيطالية.

## روابط خارجية
- غاسباري آسيلي على موقع الموسوعة البريطانية (الإنجليزية)